# Ali Mustafayev
Ali Mustafayev (azero: Alı Mustafayev Mustafa oğlu; Qazax, 14 aprile 1952 – Karakend, 20 novembre 1991) è stato un pubblicista azero, reporter televisivo, poeta, membro dell'Unione dei giornalisti dell'Azerbaigian, giornalista premiato della Repubblica dell'Azerbaigian, eroe nazionale caduto nella guerra del Karabakh. Fu ucciso il 20 novembre 1991 nel villaggio di Garakand del distretto di Xocavənd, quando un gruppo armato armeno colpì l'elicottero militare appartenente all'Azerbaigian, situato nel territorio del villaggio di Marzili del distretto di Ağdam.

## Biografia

### Gioventù
Ali Mustafayev nacque il 14 aprile 1952 nel villaggio di Gazakhbayli della regione di Gazakh in una famiglia di operai. Nel 1969 si diplomò nella scuola del villaggio e si unì all'Esercito dello Stato per fare il servizio militare. Tra il 1971 e il 1976 lavorò come tornitore nella fabbrica di costruzioni di impianti elettrici. Nel 1981 conseguì una laurea in giornalismo presso l'Università Statale di Baku.

### Attività giornalistica
Iniziò la sua carriera letteraria e artistica presso il Comitato televisivo e radiofonico di stato dell'Azerbaigian sin dal periodo degli studi universitari. Le sue poesie liriche e gli articoli venivano regolarmente pubblicati sui periodici. Era conosciuto come un giornalista televisivo talentuoso e operativo per via degli accorti reportage, saggi e interviste, nonché per le commoventi trasmissioni di cui era autore. Ali Mustafayev era uno dei conduttori del programma “Günün ekranı” (Lo Schermo del giorno). Egli riprese le scene violente nelle quali l'esercito Sovietico prendeva di mira le persone nelle strette vie di Baku il 20 gennaio 1990.

### Partecipazione alla guerra del Karabakh
Ali Mustafayev aveva guadagnato il favore del popolo con le sue interviste e i reportage preparati dalle zone calde della guerra del Nagorno Karabakh o dagli incontri ufficiali a livello statale durante l'assalto delle forze militari dell'Armenia in Azerbaigian. Egli fu corrispondente parlamentare all'Assemblea suprema della Repubblica dell'Azerbaigian a Mosca nel periodo compreso tra il 1989 ed il 1990.
Nella notte tra il 18 e il 19 novembre 1991 Ali Mustafayev apprese la notizia sul massacro nel villaggio di Garadaghli di Xojavand e perse immediatamente il sonno. La mattina si presentò al lavoro e assunse l'incarico di guidare il gruppo inviato con urgenza ad Ağdam. Gli insistenti avvertimenti dei suoi colleghi sui suoi problemi di salute non riuscirono a dissuaderlo da questo difficile viaggio. Il 20 novembre un gruppo di corrispondenti, guidato da Ali Mustafayev, riuscì a raggiungere all'ultimo momento l'elicottero in partenza da Ağdam, che portava gli ufficiali dello stato e del governo dell'Azerbaigian e gli alti ufficiali militari a Garadaghli.

### Morte
È morto il 20 novembre 1991 durante un attentato da parte del gruppo armato armeno all'elicottero militare appartenente all'Azerbaigian situato nel territorio del villaggio di Marzili della regione di Ağdam. Secondo i calcoli, l'elicottero Mİ-8 N72, che volava a 300 metri sopra Garakand, è stato colpito il 20 novembre 1991 alle ore 14:42.

### Vita privata
Ali Mustafayev era sposato con Lala con la quale visse fino alla fine della sua vita. Aveva 3 figli.

## Monumenti commemorativi
La scuola media n. 202 nel distretto di Narimanov della città di Baku porta il nome di Ali Mustafayev. Dal 1992 il suo nome è stato dato anche a una nave.

## Premi e riconoscimenti
È stato premiato come "Miglior giornalista dell'anno" per la sua attività.  Dopo la sua morte, con decreto presidenziale 294 del 6 novembre 1991 ad Ali Mustafayev è stato assegnato il titolo onorario di ”Eroe Nazionale dell'Azerbaigian”.
- 1991 —    "Miglior giornalista dell’anno"
- 1992 —    Eroe Nazionale dell’Azerbaigian.

## Opere
- (AZ) Ali Mustafayev, Dəli bir ağlamaq keçir könlümdən (şeirlər), Baku, Nicat, 1992.[10]